# Colonia 4 Cerro Prieto
Colonia 4 Cerro Prieto är en ort i Mexiko.   Den ligger i kommunen Mexicali och delstaten Baja California, i den nordvästra delen av landet, 2 200 km nordväst om huvudstaden Mexico City. Colonia 4 Cerro Prieto ligger 9 meter över havet och antalet invånare är 146.
Terrängen runt Colonia 4 Cerro Prieto är platt åt nordost, men åt sydväst är den kuperad. Runt Colonia 4 Cerro Prieto är det ganska tätbefolkat, med 58 invånare per kvadratkilometer. Närmaste större samhälle är Mexicali, 14,6 km norr om Colonia 4 Cerro Prieto. Trakten runt Colonia 4 Cerro Prieto består till största delen av jordbruksmark.